# Арелий Фуск
Арелий Фуск (на латински: Arellius Fuscus; Aurelius Fuscus) е древноримски ритор и оратор по времето на края на управлението на император Август през края на 1 век пр.н.е. и началото на 1 век.
Негови ученици са Овидий, Плиний Стари, Папирий Фабиан, който става учител на Сенека Млади.